# الوادي الاسفل (الرضمة)

تعديل مصدري - تعديل

الوادي الاسفل محلة تابعة لقرية بيت محمود، التابعة لعزلة البكرة بمديرية الرضمة إحدى مديريات محافظة إب في الجمهورية اليمنية.، بلغ تعداد سكانها 325 حسب تعداد اليمن لعام 2004.